# لاندوفر (مريلاند)
لاندوفر (بالإنجليزية: Landover)‏ هو مجتمع غير مدمج ومكان مخصص للتعداد في مقاطعة الأمير جورج، ميريلاند، الولايات المتحدة. اعتبارا من تعداد عام 2010 كان عدد سكانها 23,078. وفقا لمكتب الإحصاء في الولايات المتحدة، تبلغ مساحته 4.07 ميل مربع (10.55 كيلومتر مربع)، منها 0.004 ميل مربع (0.01 كيلومتر مربع)، أو 0.13%، هي مياه.

## التركيبة السكانية
حدّد مكتب تعداد الولايات المتحدة بيانات التركيبة السكانية للاندوفر في تعداد الولايات المتحدة. في ما يلي، التركيبة السكانية حسب تعدادي 2000 و2010.

### تعداد عام 2010
بلغ عدد سكان لاندوفر 23,078 نسمة بحسب تعداد عام 2010، وبلغ عدد الأسر 7,902 أسرة وعدد العائلات 5,627 عائلة مقيمة في المنطقة السكنية. في حين سجلت الكثافة السكانية 2,156.8 نسمة لكل كيلومتر مربع (5,586.1/ميل2). وبلغ عدد الوحدات السكنية 8,645 وحدة بمتوسط كثافة قدره 807.9 لكل كيلومتر مربع (2,092.5/ميل2).
وتوزع التركيب العرقي للمنطقة السكنية بنسبة 5.91% من البيض و81.87% من الأمريكيين الأفارقة و0.41% من الأمريكيين الأصليين و0.67% من الأمريكيين ذوي الأصول الآسيوية و0.05% من سكان جزر المحيط الهادئ و8.65% من الأعراق الأخرى و2.44% من عرقين مختلطين أو أكثر و14.55% من الهسبانيون أو اللاتينيون من أي عرق.
بلغ عدد الأسر 7,902 أسرة كانت نسبة 44.3% منها لديها أطفال تحت سن الثامنة عشر تعيش معهم، وبلغت نسبة الأزواج القاطنين مع بعضهم البعض 29.3% من أصل المجموع الكلي للأسر، ونسبة 34% من الأسر كان لديها معيلات من الإناث دون وجود شريك،  بينما كانت نسبة 7.8% من الأسر لديها معيلون من الذكور دون وجود شريكة وكانت نسبة 28.8% من غير العائلات. تألفت نسبة 22.8% من أصل جميع الأسر من عدة أفراد يعيشون في نفس المنزل ونسبة 5.2% كانت تتألف من شخص يعيش بمفرده يبلغ من العمر 65 عاماً أو أكثر. وبلغ متوسط حجم الأسرة المعيشية 2.91، أما متوسط حجم العائلات فبلغ 3.38.
بلغ العمر الوسطي للسكان 31.3 عاماً. وكانت نسبة 28.9% من القاطنين تحت سن الثامنة عشر، وكانت نسبة 10.8% بين الثامنة عشر والرابعة والعشرين عاماً، ونسبة 30.3% كانت واقعةً في الفئة العمرية ما بين الخامسة والعشرين والرابعة والأربعين عاماً، ونسبة 22.3% كانت ما بين الخامسة والأربعين والرابعة والستين، ونسبة 7.7% كانت ضمن فئة الخامسة والستين عاماً فما فوق. وتوزع التركيب الجنسي للسكان بنسبة 46.3% ذكور و53.7% إناث.

## أعلام
- بين بياس
- كيمبرلي سكوت
- رودني ماكجرودر
- إلمو لانغلي